# 527 Euryanthe
527 Euryanthe è un asteroide della fascia principale del diametro medio di circa 52,91 km. Scoperto nel 1904, presenta un'orbita caratterizzata da un semiasse maggiore pari a 2,7232833 UA e da un'eccentricità di 0,1532396, inclinata di 9,67750° rispetto all'eclittica.
Il nome di questo asteroide si riferisce a Euryanthe, uno dei personaggi dell'omonima opera di Carl Maria von Weber.